# Nicotine (альбом Тревора Дэниела)
Nicotine — дебютный студийный альбом американского певца Тревора Дэниела, выпущенный 26 марта 2020 года на лейблах Alamo Records и Interscope Records.

## Синглы
5 октября 2018 года был выпущен ведущий сингл альбома «Falling», который был посвящён всем, кто пережил расставания. «Falling» был спродюсирован KC Supreme, Taz Taylor и Charlie Handsome. 
В 2018 году было выпущено первое музыкальное видео для сингла. Оно было спродюсировано Матео Мехиа и Эстебаном Кайседо. В 2019 году вышло новое музыкальное видео, снятое Уильямом Десена. Премьера клипа состоялась 15 января 2020 года.
Второй сингл альбома «Past Life» был выпущен 6 марта 2020. Он был спродюсирован Шоном Майером и FINNEAS.

## Список композиций
| №                   | Название                | Автор(ы) | Продюсер | Длительность |
| ------------------- | ----------------------- | --- | --- | ------------ |
| 1.                  | «Nicotine»              | Джастин Де Врис Стефан Шоневиль Коул Хатцлер Bardo Анхель Лопес Repko KC Supreme Ник Мира Омер Феди Тревор Дэниел        | Pacific Джастин Де Врис Коул Хатцлер Bardo Анхель Лопес Repko KC Supreme Ник Мира Омер Феди Стефан Шоневиль             | 2:46         |
| 2.                  | «Lovesick»              | Роберт Коннелли Блейк Слаткин Алекс Грегори Довбниа Омер Феди Репко Ник Мира KC Supreme Bardo Коул Хатцлер Тревор Дэниел | Hagan Райан Беволо Sober Rob Блейк Слаткин Алекс Грегори Довбниа Омер Феди Repko Ник Мира KC Supreme Коул Хатцлер Bardo | 2:55         |
| 3.                  | «Anymore»               | Hagan Райан Беволо Коул Хатцлер Bardo Repko KC Supreme Омер Феди Тревор Дэниел                                           | Hagan Райан Беволо Коул Хатцлер Bardo Repko KC Supreme Омер Феди                                                        | 2:11         |
| 4.                  | «Things We Do for Love» | Capi Грегори Хейн Тревор Дэниел                                                                                          | Capi Грегори Хейн | 2:33         |
| 5.                  | «All of That»           | Дэвид Уилсон Джаспер Харрис E-Trou Repko KC Supreme Анхель Лопес Омер Феди Тревор Дэниел                                 | Дэвид Уилсон Джаспер Харрис E-Trou Repko KC Supreme Анхель Лопес Омер Феди                                              | 2:02         |
| 6.                  | «OMG»                   | Коул Хатцлер Bardo E-Trou Repko KC Supreme Омер Феди Тревор Дэниел                                                       | Омер Феди KC Supreme Repko E-Trou Bardo Коул Хатцлер                                                                    | 2:26         |
| 7.                  | «Disaster»              | Дэвид Латайл-младший Омер Феди Тревор Дэниел                                                                             | Омер Феди prodbyRELIK                                                                                                   | 2:46         |
| 8.                  | «911»                   | Based1 Анхель Лопес Омер Феди Тревор Дэниел                                                                              | Анхель Лопес Орме Феди Based1                                                                                           | 2:33         |
| 9.                  | «Past Life»             | Шон Майер FINNEAS | Мик Куган Джей Столар Кэролайн Пеннелл Шон Майер FINNEAS Тревор Дэниел                                                  | 3:01         |
| 10.                 | «Falling»               | Тристан Нортон Мартин Котмейер KC Supreme Taz Taylor Charlie Handsome Тревор Дэниел                                      | Taz Taylor Charlie Handsome KC Supreme                                                                                  | 2:39         |
| Общая длительность: | Общая длительность:     | Общая длительность: | Общая длительность: | 25:52        |

## Чарты
| Чарт (2020)                    | Высшая позиция |
| ------------------------------ | -------------- |
| Канада (Canadian Albums Chart) | 61             |
| Эстония (Eesti Tipp-40)        | 15             |
| Литва (AGATA)                  | 17             |
| США (Billboard 200)            | 79             |
| Латвия                         | 24             |